# Moviment de la neurodiversitat

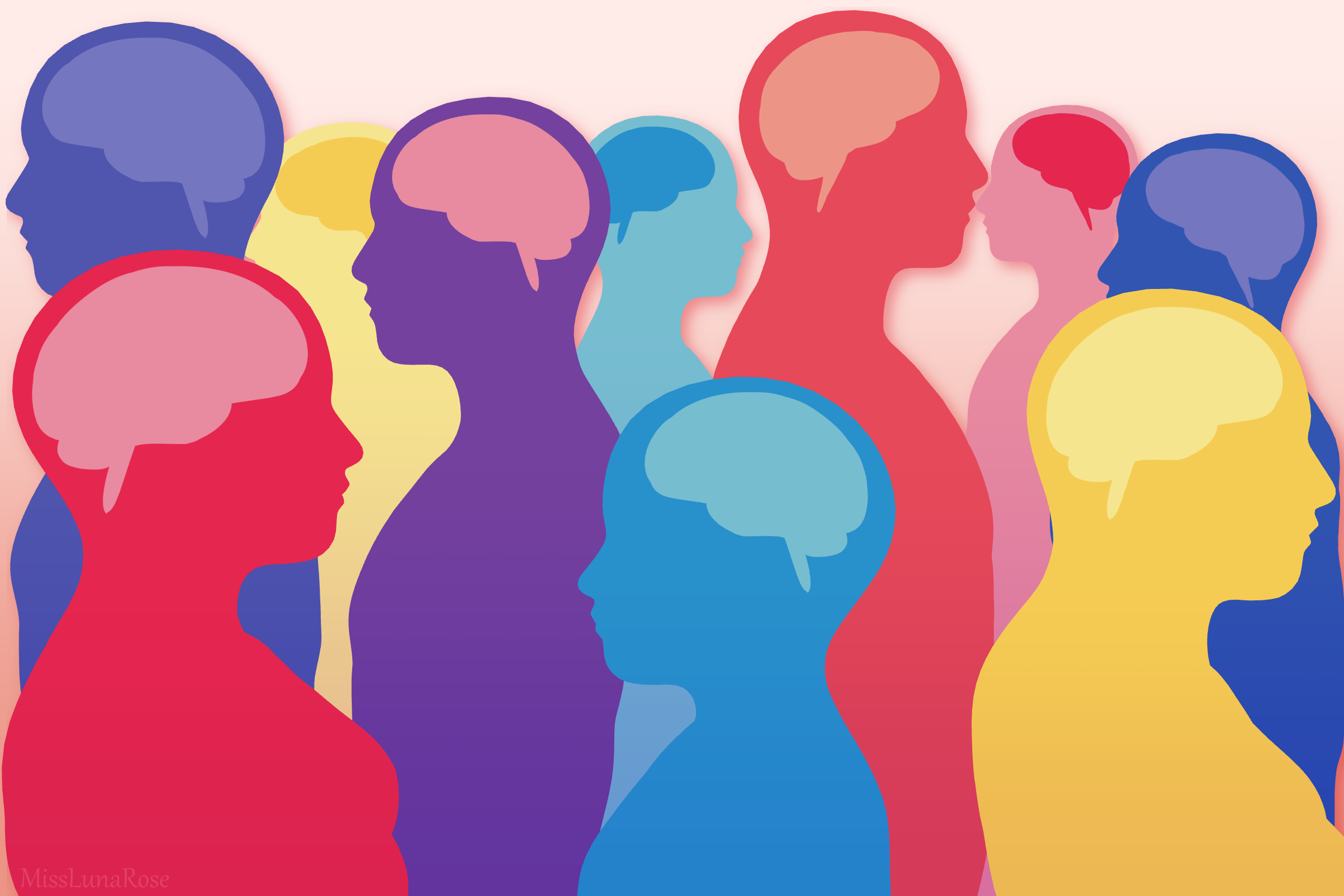
Pluralisme cerebral

El moviment de la neurodiversitat és un moviment cultural, polític i social que s'origina en la dècada del 1990 segons el qual les condicions neurobiològiques atípiques són considerades variacions normals en el conjunt de la humanitat —no són malalties, sinó que són diferències. La neurodiversitat és un nou agregat a les categories polítiques tradicionals de classe, gènere o ètnia.
La idea de neurodiversitat inclou totes les formes neurològiques: les més freqüents o neurotípiques i d'altres, més minoritàries, conegudes com neurodivergents. La novetat d'aquest concepte és que considera a les persones, la forma neurològica de les quals és diferent, com una minoria social, i no com se les ha considerat, freqüentment, des de certa mirada mèdica patologitzant, com deficients o disfuncionals.

## El valor de la diferència
El moviment per la neurodiversitat té el seu origen en la comunitat autista i el moviment pels drets dels autistes. Tot i això, el moviment inclou una àmplia gamma d'experiències neurològiques, com ara l'epilèpsia, la síndrome de Tourette, la mania, la depressió, les al·lucinacions, la dislèxia, la prosopagnòsia, la migranya o la sinestèsia. Tot i així, moltes d'aquestes experiències, en molts casos, no poden diferenciar-se clarament les unes de les altres. No hi ha dues persones amb el mateix diagnòstic que experimentin el món o els seus cossos de la mateixa manera. Fins i tot, sol passar que una única persona presenti diverses d'aquestes particularitats: epilèpsia i migranya o autisme i sinestèsia, per posar alguns exemples. El moviment de la neurodiversitat es basa en el que s'ha anomenat «pluralisme cerebral», la idea que cada cervell és diferent i alguns més diferents que altres.

## Reivindicacions
Des del punt de vista polític, el moviment es dedica a erradicar els estigmes associats a la diferència neurològica, o neurodivergència, i a deixar clar que una història de malentesos i maltractaments mèdics i socials ha causat molt patiment i ha impedit que prosperin moltes persones neurodivergents. El naixement del moviment s'atribueix a l'excessiva medicalització que pateix habitualment aquesta comunitat i que, segons les seves pròpies denúncies, només serveix per incrementar els prejudicis i diferències amb la resta d'éssers humans.
Se les atén en escoles especials, en classes especials, se les ajunta amb persones de la seva mateixa condició, evitant el contacte amb els altres, etc. I se les orienta, a més, a treballs específics, normalment de mà d'obra no qualificada, fet que dificulta el desenvolupament dels seus interessos i talents. Així, reconèixer les diferències neurològiques innates té molts avantatges. Si s'interpreta la realitat només des del punt de vista neurotípic, ser neurodivergent és un problema, ja que el sistema educatiu, laboral, de salut, etcètera, està construït sobre la base d'aquesta majoria neurotípica.
El paradigma de la neurodiversitat parteix de la base de respectar la singularitat de cada persona, tant neurotípics com neurodivergents, perquè totes les persones puguin desenvolupar-se segons el seu màxim potencial. De fet, segons alguns experts, moltes condicions psicològiques ni tan sols poden ser considerades malalties al no estar originades en un problema que radiqui en el funcionament del cos com quelcom aïllat. A més, es desconeixen les causes de moltes d'aquestes condicions neuro-atípiques. Perquè una anomalia tingui l'estatus de malaltia, ha de poder ser curable o tenir l'origen en anomalies en una àrea concreta del cos o de l'ADN.
Sembla inevitable que la investigació en neurociència s'enfronti a una pressió cada vegada més gran per part dels i de les activistes de la neurodiversitat.
El moviment de la neurodiversitat, també, posa en relleu el fet de la constant damnificació terminològica que s'assigna a les persones neurodivergents, sent aquest enfocament únicament negatiu, com una cosa que cal solucionar o que pot fer mal al conjunt de la societat. Reconeguts especialistes en els àmbits de l'autisme o les neurociències han estat especialment crítics amb el clàssic vocabulari de «trastorns», i ja han substituït termes com «trastorn» per «diversitat», o «discapacitat» per «diferència».

## Organitzacions
Algunes organitzacions de defensa de la neurodiversitat, de diferent índole, són anteriors a l'encunyació del terme o la seva aparició com a cultura i forma d'organització política, per exemple: la Tourette 's Association of America, l'Epilepsy Foundation, l'American Dyslexia Association, la Depression and Bipolar Support Alliance o la Color of Autism Foundation. Altra organització que comparteix aquests ideals és l'International Hearing Voices Network, molt influent al Regne Unit i als Països Baixos, fundada, el 1990, amb el propòsit de defensar que «sentir veus» no ha de ser necessàriament un fenomen patològic ni un signe de psicosi.

## Cultura i neurodivergència
Alguns i algunes activistes del moviment de la neurodiversitat parlen de les seves diferències com si fossin dons. Defensen, per exemple, la hipersensibilitat autista com un avantatge en l'àmbit artístic o la capacitat innata d'algunes persones per reconèixer patrons com un plus en els camps de la programació i la tecnologia. Igual que amb l'autisme, els membres del moviment creuen que la condició bipolar és el resultat de la variabilitat normal del genoma humà i consideren que, els individus bipolars tenen un estil cognitiu alternatiu, dins de la societat, que ha de ser preservat i acceptat, en lloc de ser tractat. En aquest sentit, citen relats històrics de figures com Wolfgang Amadeus Mozart o Vincent Van Gogh com a possibles exemples de persones «suposadament bipolars» que van contribuir en gran manera a la societat.
En qualsevol cas, el moviment de la neurodiversitat ha demostrat —i ha fet públic— el talent i les contribucions culturals de persones que abans es desestimaven per complet i també ha fet veure com l'evolució de la cultura, l'art, la ciència i la política depèn de la diversitat de ments i persones.